# Lipnica (Ledava)
Lípnica je levi pritok Ledave v ravninskem delu Prekmurja. Izvira kot majhen vodotok v gričevju osrednjega Goričkega med vasema Andrejci in Fokovci in teče sprva proti jugozahodu po gozdnati in neposeljeni dolini. V nadaljevanju prečka obsežne terase na južnem obrobju Goričkega, severozahodno od Moravskih Toplic pa vstopi v širno prekmursko ravnino. Na krajšem odseku teče potok skozi območje zdravilišča, nato pa se obrne proti jugovzhodu in teče po ravnini do izliva v Ledavo na vzhodnem robu ravninskega gozda Hraščica.
V zgornjem toku potok nima pritokov, v spodnjem delu pa dobiva z Goričkega več levih pritokov (Mostec, Tešanovski potok, Bogojinski potok in Mejični potok), iz ravnine na desnem bregu se vanj steka le nekaj neznatnih vodotokov.
Zgornji del toka je v povsem naravnem stanju, saj teče potok po mokrotnem, z drevjem in grmovjem poraslem dolinskem dnu, od Moravskih Toplic dolvodno pa je struga regulirana in spremenjena v enoličen umetni kanal, povsem brez obrežnega rastja in z malo življenja v vodi, tudi na območju zdravilišča. Poleti in v daljših sušnih obdobjih je v potoku zelo malo vode, ob močnejših padavinah kljub regulaciji močno naraste in lokalno tudi poplavlja (npr. septembra 2014 pri Moravskih Toplicah).